# Stazione di Cadegliano-Arbizzo-Viconago
La stazione di Cadegliano-Arbizzo-Viconago era una stazione ferroviaria posta sulla linea Ghirla-Ponte Tresa. Serviva i centri abitati di Cadegliano, Arbizzo e Viconago.